# Schlechtendalia luzulifolia
Schlechtendalia luzulifolia Less., 1830 è una pianta della famiglia delle Asteraceae. Questa specie è anche l'unica del genere Schlechtendalia Less., 1830.

## Descrizione
Le specie di questa voce sono piante perenni con portamenti erbacei (altezza 1 metro). Queste piante, contrariamente alle altre specie del genere, non sono spinose.
In genere sono presenti sia foglie basali che cauline sessili. Le foglie lungo il caule sono a disposizione opposta. Quelle basali spesso possono formano delle rosette. La forma delle lamine è intera, lineare e amplessicaule con apici mucronati. La superficie possiede diverse nervature parallele. Le stipole sono assenti.
Le infiorescenze sono composte da capolini discoidi, peduncolati, raccolti in formazioni cimose-corimbose. I capolini, omogami, sono formati da un involucro a forma emisferica composto da brattee (o squame) all'interno delle quali un ricettacolo fa da base ai fiori (numerosi) di tipo ligulato. Le brattee disposte in cinque serie in modo embricato sono di vario tipo sia spinose che prive di spine, a consistenza fogliacea oppure membranosa con bordi variamente dentati, fimbriati o lacerati. Il ricettacolo, a forma piatta in genere è ricoperto da pagliette (raramente è nudo).
I fiori, isomorfici, sono tetra-ciclici (ossia sono presenti 4 verticilli: calice – corolla – androceo – gineceo) e pentameri (ogni verticillo ha 5 elementi). I fiori sono ermafroditi, actinomorfi (raramente possono essere zigomorfi) e fertili. In genere i fiori centrali sono bisessuali; quelli periferici sono sterili (unisessuali in genere).
- Formula fiorale:

*/x K {\displaystyle \infty }, [C (5), A (5)], G 2 (infero), achenio
- Calice: i sepali del calice sono ridotti ad una coroncina di squame.
- Corolla: la corolla ha un breve tubo con 5 lobi pelosi; la forma è pseudobilabiata (un lobo libero e 4 connati); il colore è giallo.
- Androceo: gli stami, inseriti vicino alla base della corolla, sono 5 con filamenti liberi, glabri o papillosi e distinti, mentre le antere sono saldate in un manicotto (o tubo) circondante lo stilo. Le antere in genere hanno una forma brevemente sagittata con base caudata e appendice intera. Il polline normalmente è tricolporato a forma sferica o schiacciata ai poli con una sola depressione..
- Gineceo: lo stilo è filiforme e bifido, papilloso alla base della biforcazione; gli stigmi sono divergenti. L'ovario è infero uniloculare formato da 2 carpelli. L'ovulo è unico e anatropo.

I frutti sono degli acheni con pappo. La forma dell'achenio in genere è spiralata; la superficie è densamente villosa. Il pericarpo può essere di tipo parenchimatico, altrimenti è indurito (lignificato) radialmente; la superficie è irsuta o glabra. I pappi, formati da una serie di setole piumose decidue o persistenti, sono direttamente inseriti nel pericarpo o connati in un anello parenchimatico posto sulla parte apicale dell'achenio.

## Biologia
- Impollinazione: l'impollinazione avviene tramite insetti (impollinazione entomogama tramite farfalle diurne e notturne).
- Riproduzione: la fecondazione avviene fondamentalmente tramite l'impollinazione dei fiori (vedi sopra).
- Dispersione: i semi (gli acheni) cadendo a terra sono successivamente dispersi soprattutto da insetti tipo formiche (disseminazione mirmecoria). In questo tipo di piante avviene anche un altro tipo di dispersione: zoocoria. Infatti gli uncini delle brattee dell'involucro si agganciano ai peli degli animali di passaggio disperdendo così anche su lunghe distanze i semi della pianta.

## Distribuzione e habitat
La distribuzione di questa pianta è relativa all'Argentina (nord-est), Brasile (sud) e Uruguay.

## Tassonomia
La famiglia di appartenenza di questa voce (Asteraceae o Compositae, nomen conservandum) probabilmente originaria del Sud America, è la più numerosa del mondo vegetale, comprende oltre 23.000 specie distribuite su 1.535 generi, oppure 22.750 specie e 1.530 generi secondo altre fonti (una delle checklist più aggiornata elenca fino a 1.679 generi). La famiglia attualmente (2021) è divisa in 16 sottofamiglie. La sottofamiglia Barnadesioideae, con la sua sola tribù Barnadesieae, è una di queste.

### Filogenesi
La sottofamiglia Barnadesioideae solo recentemente, in base a studi filogenetici di tipo molecolare (tutte le Asteraceae - eccetto le Barnadesioideae - hanno una particolare inversione in una data porzione del DNA), è stata elevata di rango tassonomico (prima era posizionata a livello subtribale all'interno della tribù Mutisieae). Nell'ambito della famiglia il gruppo Barnadesioideae, da un punto di vista filogenetico, è in posizione "basale", ossia forma un "gruppo fratello" con il resto della famiglia. Le sue specie sono caratterizzata morfologicamente dalla presenza di spine ascellari ai nodi.  Questa specie, nell'ambito della tribù, occupa la prima posizione "basale", ossia è stata la prima specie a separarsi dalla tribù.
Il numero cromosomico delle specie di questo gruppo è: 2n = 16.

### Sinonimi
L'entità di questa voce ha avuto nel tempo diverse nomenclature. L'elenco seguente indica alcuni tra i sinonimi più frequenti:
- Chamissomneia luzulifolia Kuntze
- Schlechtendalia luzulifolia var. brevifolia  Beauverd
- Schlechtendalia luzulifolia var. longifolia  Beauverd